# Frontinhan de Comenge
Frontinhan de Comenges és un comú occità del departament francès de l'Alta Garona, a la regió d'Occitània.